# 天川すみこ
天川 すみこ（あまかわ すみこ）は、日本の漫画家。
デビュー初期は『ちゃお』（小学館）などに作品を発表していた。『ASUKA』（角川書店）で再デビューをし、『ミステリーDX』（同）にて『十字』を連載するも、同誌は休刊となり作品は未完である。最後に掲載された分は下書き同然の状態であった。

## 作品リスト
- 『ジャンヌ・ダルク -Jeannne Darc-』角川書店〈あすかコミックスDX〉全1巻 - ジャンヌ・ダルクを題材にした作品。
- 『十字』（2008年4月現在既刊5巻、掲載誌休刊に伴い未完）

| スタブアイコン | サブスタブ | この項目は、まだ閲覧者の調べものの参照としては役立たない、人物に関連した書きかけの項目です。この項目を加筆・訂正などしてくださる協力者を求めています（P:人物伝/PJ:人物伝）。 |